# Separación isotópica
La separación isótopica es el proceso de concentración de isótopos específicos de un elemento químico mediante la eliminación de otros isótopos, por ejemplo, la separación del uranio natural en uranio enriquecido y uranio empobrecido. Este es un proceso crucial en la fabricación de combustible de uranio para las centrales nucleares y también es necesario para la creación de armas nucleares basadas en uranio. Las armas de plutonio se crean a partir del plutonio producido en reactores nucleares, que deben ser operados de una determinada forma con el fin de que la mezcla isotópica o clasificación sea la adecuada. Aunque en general los elementos químicos se pueden purificar mediante procesos químicos, los isótopos del mismo elemento tienen propiedades químicas casi idénticas, lo que hace imposible este tipo de separación en la práctica, a excepción de la separación del deuterio.

## Técnicas de separación
Hay tres tipos de técnicas de separación isótopica:
- Las basadas directamente en la masa del isótopo.
- Las basadas en las pequeñas diferencias en el tipo de reacción química producida por diferentes masas isotópicas.
- Las basadas en propiedades que no estén directamente relacionadas con la masa atómica, tales como resonancias nucleares.

El tercer tipo de separación es todavía experimental, todas las técnicas de separación práctica dependen de alguna manera de la masa atómica. Por tanto, es generalmente más fácil separar isótopos con una diferencia mayor de masa relativa. Por ejemplo, el deuterio tiene el doble de masa que el hidrógeno (ligero) corriente y por ello es más fácil de purificar que el uranio-235 separándolo del más común uranio-238. Por otro lado, separar el fisionable plutonio-239 del plutonio-240, si bien es deseable, ya que facilitaría la producción de las bombas de fisión de plutonio, se considera que no es práctica.[cita requerida]
Ver también: Uranio enriquecido

## Cascadas de enriquecimiento
La separación isótopica a gran escala siempre se hace en varias etapas que producen concentraciones sucesivamente más altas del isótopo deseado. Cada etapa enriquece el producto de la etapa anterior antes de ser enviado a la siguiente etapa. De manera similar, la fracción empobrecida se devuelve a la etapa anterior para su posterior procesamiento. Esto crea un sistema de enriquecimiento que en ingeniería química se denomina proceso en cascada.
Hay dos factores importantes que afectan al rendimiento de un proceso en cascada: el factor de separación, que es un número mayor que 1, y el número de etapas requeridas para obtener el enriquecimiento deseado.

## Materiales comerciales
Hasta la fecha, solo se ha llevado a cabo la separación comercial a gran escala de tres elementos. En cada caso, el más raro de los dos isótopos más comunes de un elemento se ha concentrado para el uso de la tecnología nuclear:
- Los isótopos de uranio han sido separados de preparar uranio enriquecido para su uso como combustible en los reactores nucleares y en armas nucleares.
- Los isótopos de hidrógeno se han separado para preparar agua pesada para uso como moderador en reactores nucleares.
- El litio-6 se ha concentrado para su uso en armas termonucleares.

Algunos de los elementos isótopicamente purificados se utilizan en pequeñas cantidades para aplicaciones especializadas, especialmente en la industria de semiconductora, donde el silicio purificado se utiliza para mejorar la estructura y la conectividad térmica del cristal.
La separación isotópica es un proceso importante para la tecnología nuclear pacífica y militar, y por lo tanto la capacidad de que una nación tenga para la separación de isótopos es de extremo interés para la comunidad científica.

## Alternativas
La única alternativa a la separación isótopica es fabricar el isótopo requerido en su forma pura. Esto puede ser hecho por la irradiación de un objetivo adecuado, pero es necesario prestar atención a la selección del objetivo y a otros factores para asegurarse de que sólo el isótopo requerido del elemento de interés es producido. Los isótopos de otros elementos no son un problema tan grande ya que pueden ser eliminados por medios químicos.
Esto es particularmente relevante en la preparación de plutonio-239 de alta calidad para su uso en armas. No es práctico para separar Pu-239 de Pu-240 o Pu-241. El Pu-239 fisible se produce seguido de la captura de neutrones del uranio-238, pero una mayor captura de neutrones daría una producción de Pu-240 no-fisible y peor aún, a continuación, Pu-241, que es un emisor de neutrones bastante fuerte. Por lo tanto, los objetivos de uranio utilizados para producir plutonio militar deben ser irradiados durante sólo un corto tiempo, para minimizar la producción de estos isótopos no deseados. Por el contrario, la mezcla de plutonio con el Pu-241 lo hace inadecuado para las armas nucleares.

## Métodos prácticos de la separación

### Difusión
A menudo hecho con gases, pero también con líquidos, el método de difusión se basa en el hecho de que en equilibrio térmico, dos isótopos con la misma energía tendrán diferentes velocidades medias. Los átomos más ligeros (o las moléculas que los contienen) viajarán más rápidamente y serán más propensos a difundirse a través de una membrana. La diferencia en velocidades es proporcional a la raíz cuadrada de la relación de masas, así que se necesitan una mayor cantidad de etapas de cascada para obtener alta pureza. Este método es costoso debido a los trabajos necesarios para empujar gas a través de una membrana y las muchas etapas necesarias para ello.
La primera separación isotópica a gran escala se logró por Estados Unidos en las grandes plantas de difusión gaseosa de separación en Laboratorios Oak Ridge, que se establecieron como parte del Proyecto Manhattan. Estos utilizaron gas de hexafluoruro de uranio como proceso de fluido. Edward Adler y Edward Norris fueron los primeros en utilizar níquel en polvo y níquel electro-depositado como barreras de difusión. Ver difusión gaseosa.

### Efecto centrifugo

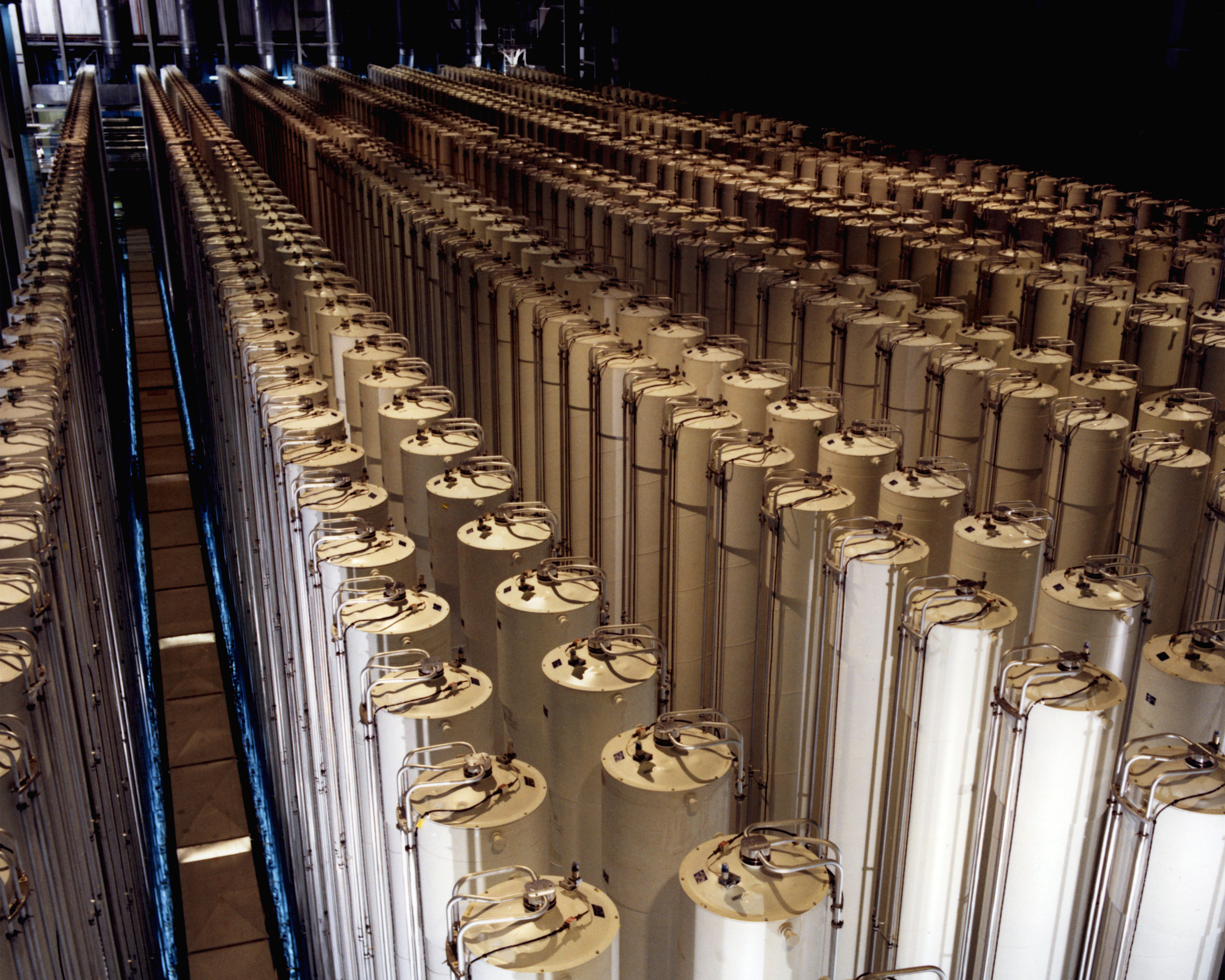
Una cascada de gas centrifugando en una planta de uranio enriquecido en U.S.A.

Efecto centrífuga hace girar con rapidez el material permitiendo que los isótopos más pesados vayan más cerca de la pared exterior radial. Esto también se hace a menudo en forma gaseosa con una centrifugadora Zippe.
La separación centrífuga de isótopos se sugirió por primera vez por Aston y Lindemann en 1919 y los primeros experimentos exitosos fueron conseguidos por Beams y Haynes en los isótopos de cloro en 1936. Sin embargo los intentos de utilizar la tecnología durante el Proyecto Manhattan fueron improductivos. En la actualidad es el principal método utilizado en todo el mundo para enriquecer uranio, y como resultado sigue siendo un proceso bastante secreto, lo que dificulta una utilización más generalizada de la tecnología. En general una alimentación de gas UF6 está conectada a un cilindro que se hace girar a alta velocidad. Cerca del borde exterior de las moléculas de cilindros de gas más pesadas que contienen U-238 se recogen, mientras que las moléculas que contienen U-235 se concentran en el centro y se alimentan entonces con otra etapa en cascada. El uso de la tecnología centrífuga gaseosa para enriquecer isótopos es deseable ya que el consumo de energía se reduce considerablemente en comparación con las técnicas más convencionales, tales como plantas de difusión puesto que se necesitan menos etapas de cascada para alcanzar un grado similar de separación. De hecho, las centrifugadoras de gas con hexafluoruro de uranio han sustituido en gran medida la tecnología de difusión gaseosa para el enriquecimiento de uranio [cita requerida] Además de requerir menos energía para conseguir la misma separación, son posibles plantas mucho más pequeñas, por lo que se trata de una posibilidad económica para una nación pequeña tratando de producir armas nucleares.  Se cree que Pakistán ha utilizado este método en el desarrollo de sus armas nucleares.
Los tubos de vórtice fueron utilizados por Sudáfrica en su proceso de separación vórtice Helikon. El gas se inyecta tangencialmente en una cámara con una geometría especial que aumenta aún más su rotación a una velocidad muy alta, provocando que los isótopos se separen. El método es sencillo, porque los tubos de vórtice no tienen partes móviles, pero sí energía intensiva, alrededor de 50 veces mayor que las centrifugadoras de gas. Un proceso similar, conocido como boquilla de impulsión, creada en Alemania, con una planta de demostración construida en Brasil y llegaron a desarrollar un sitio para alimentar las plantas nucleares del país.

### Electromagnética

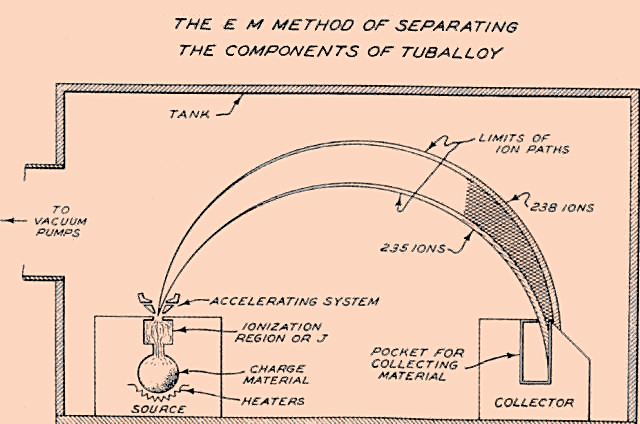
Esquema de la separación de isótopos de uranio en un calutrón

Este método es una forma de espectrometría de masas, y se refiere a veces con el mismo nombre. Se utiliza el hecho de que las partículas cargadas son desviadas en un campo magnético y la cantidad de deflexión depende de la masa de la partícula. Es muy caro para la cantidad producida, ya que tiene un rendimiento muy bajo, pero puede permitir que se alcance un grado de pureza muy alto. Este método se utiliza a menudo para el procesamiento de pequeñas cantidades de isótopos puros para la investigación o uso específico (por ejemplo, trazadores isótopicos), pero no es práctico para el uso industrial.
En  Oak Ridge y en la Universidad de California en Berkeley, Ernest O. Lawrence desarrolló la separación electromagnética para gran parte del uranio utilizado en la primera bomba atómica de los Estados Unidos (ver Proyecto Manhattan). Los dispositivos que utilizan su principio se denominan calutrónes. Después de la guerra, el método fue abandonado en gran medida como impracticable. Sólo se había llevado a cabo (junto con la difusión y otras tecnologías) para garantizar que habría suficiente material para su uso, sea cual sea el coste. Su principal contribución posible al esfuerzo de guerra fue la de concentrar aún más el material de las plantas de difusión gaseosa a niveles aún más altos de pureza.

### Láser
En este método un láser está sintonizado a una longitud de onda que excita solamente un isótopo del material e ioniza los átomos preferentemente. La absorción de resonancia de la luz para un isótopo depende de su masa y cierta  hiperfina además de las interacciones entre los electrones y el núcleo, permitiendo que los láseres finalmente se sintonicen para interactuar con sólo un isótopo. Después de que el átomo este ionizado se puede quitar de la muestra mediante la aplicación de un campo eléctrico. Este método es a menudo abreviado como AVLIS (separación de isótopos de vapor atómico por láser). Este método se ha desarrollado recientemente puesto que la tecnología láser ha mejorado, aunque actualmente no se usa ampliamente. Es una preocupación importante para aquellos en el campo de proliferación nuclear, ya que puede ser más barato y más fácil de ocultar que otros métodos de separación de isótopos. Láser sintonizables utilizado en AVLIS incluyen el láser de colorante y, más recientemente láser de diodo s.
Un segundo método de separación por láser se conoce como MLIS (Molecular Laser Isotope Separation). En este método, un láser infrarrojo se dirige a gas de hexafluoruro de uranio, las moléculas que contienen un excitantes U-235 átomo. Un segundo láser libera una flúor átomo, dejando pentafluoruro de uranio, que luego se precipita a partir del gas. Cascada de las etapas MLIS es más difícil que con otros métodos, porque la UF 5 se debe refluorinated (volver a la UF 6) antes de ser introducido en la etapa de MLIS siguiente. Los esquemas alternativos de MLIS Actualmente se están desarrollando (usando un láser primero en la región del infrarrojo cercano o visible) donde un enriquecimiento de más del 95% puede obtenerse en una sola etapa, pero los métodos (todavía) no alcanzó viabilidad industrial. Este método se llama OP-IRMPD (Entonada pre-excitación -  IR múltiple disociación de fotones).
Por último, el proceso SILEX, desarrollado por Silex Systems en Australia, ha sido recientemente autorizado a General Electric para el desarrollo de una planta piloto de enriquecimiento. El método utiliza el hexafluoruro de uranio como materia prima, y utiliza imanes para separar los isótopos después de un isótopo es preferentemente ionizado. Otros detalles del proceso no se describen.

### Métodos químicos
Aunque los isótopos de un solo elemento normalmente se describen como si tuvieran las mismas propiedades químicas, esto no es estrictamente cierto. En particular, las velocidad de reacción son muy poco afectadas por la masa atómica.
Las técnicas que utilizan este son más eficaces para los átomos ligeros como el hidrógeno. Los isótopos más ligeros tienden a reaccionar a la evaporación con mayor rapidez que los isótopos pesados, lo que permite que sean separados. Así es como se produce agua pesada comercialmente, ver proceso de sulfuro de Girdler para más detalles. Los isótopos más ligeros también se disocian más rápidamente bajo un campo eléctrico. Este proceso, en una gran cascada, fue utilizado en la planta de producción de agua pesada en Rjukan.
Un candidato para el mayor efecto isotópico cinético alguna vez medido a temperatura ambiente, 305, con el tiempo puede ser utilizado para la separación de tritio (T). Los efectos de la oxidación de formiato aniniones de tritio a OTA se midieron como:
| k(HCO 2-) = 9,54 M -1 s -1 | k (H) / K (D) = 38  |
| k(ACA 2-) = 9,54 M -1 s -1 | K (D) / k (T) = 8,1 |
| k (TCO2-) = 9,54 M -1s-1   | k(H)/ k (T) = 305   |

### Gravedad
Los isótopos de carbono, oxígeno y nitrógeno pueden ser purificados enfriando estos gases o compuestos casi hasta su temperatura de licuefacción en columnas de gran altura (200 a 700 pies de altura - 70 a 200 metros). Los isótopos más pesados se hunden y el los isótopos más ligeros se elevan, donde se recogen fácilmente. El proceso se desarrolló a finales de 1960 por los científicos del Laboratorio Nacional de Los Álamos. Este proceso también se conoce como "destilación criogénica".

## La UTS (unidad de trabajo de separación)
La "'unidad de trabajo separación de  (UTS) es una unidad compleja que es una función de la cantidad de uranio procesado y el grado en que se enriquece, es decir, el grado de aumento en la concentración de la U -235 isótopo con respecto al resto.
La unidad de separación es estrictamente el kilogramo, y mide la cantidad de trabajo de separación (indicativo de la energía utilizada en el enriquecimiento) cuando de comer y las cantidades de producto se expresan en kilogramos. El esfuerzo realizado en la separación de una masa F de la alimentación de ensayo xf en una masa P del ensayo del producto XP y pérdida de masa W y ensayo es xw expresado en términos del número de unidades de trabajo de separación necesarias, dada por la expresión SWU = WV ( XW) + PV' ( xp) - FV (' XF), donde V ( x) es la "función de valor", definido como V ( x) = (1 - 2 x )ln ((1 - x) / x).
Trabajo de separación se expresa en SWUs, SW kg o kg UTA (del alemán' Urantrennarbeit)
- 1 SWU = 1 kg SW = 1 kg UTA
- 1 = 1,0 t kSWU SW = 1 t UTA
- 1 = 1 kt MSWU SW = 1 kt UTA

Si, por ejemplo, se comienza con 100 kilogramos (220 libras) de uranio natural, que toma alrededor de 60 SWU para producir 10 kilogramos (22 libras) de uranio enriquecido en U-235 hasta el 4,5%

## Isótopos separadores para la investigación
Los rayos radiactivos de isótopos específicos son ampliamente utilizados en los campos de la física experimental, la biología y la ciencia de los materiales. La producción y la formación de estos átomos radiactivos en un haz iónico para el estudio es todo un campo de la investigación llevada a cabo en muchos laboratorios en todo el mundo. El primer separador isótopico se desarrolló en el ciclotrón de Copenhague por Bohr y compañeros de trabajo utilizando el principio de separación electromagnética. Hoy en día, hay muchos laboratorios de todo el mundo que suministran haces de iones radiactivos para su uso. Podría decirse que el director de Isotope Separation On-Line (ISOL) es ISOLDE en el CERN, , que es un servicio conjunto en Europa extendido a través de la frontera franco-suiza cerca de la ciudad de Ginebra. Este laboratorio utiliza principalmente la espalación del protón de carburo de uranio que se dirige a producir una amplia gama de fragmentos de fisión radiactivos que no se encuentran naturalmente en la tierra. Durante espalación (bombardeo con protones de alta energía), un objetivo carburo de uranio se calienta a varios miles de grados, de manera que se liberan los átomos radiactivos producidos en la reacción nuclear. Una vez fuera del objetivo, el vapor de átomos radiactivos viaja a una cavidad ionizadora. Esta cavidad ionizadora es un tubo delgado hecho de un metal hecho para el trabajo bajo teniendo en cuenta las colisiones con las paredes para liberar un electrón de un átomo libre. Una vez ionizado, las especies radiactivas son aceleradas en un campo electrostático y se inyectan en un separador electromagnético. Como los iones que entran en el separador de la energía son aproximadamente iguales, aquellos iones con una masa menor serán desviadas por el campo magnético por una cantidad mayor que aquellos con una masa pesada. Esta curvatura de radio diferente permite la purificación isobárica a tener lugar. Una vez purificados isobáricamente, el haz de iones se envía entonces a los experimentos individuales. Con el fin de aumentar la pureza de la viga isobárica, la ionización láser puede tener lugar dentro de la cavidad ionizadora para ionizar selectivamente una cadena de un solo elemento de interés. En el CERN, este dispositivo se llama Resonance Ionization Laser Ion Source (RILIS). Actualmente más del 60% de todos los experimentos optan por usar los Rilis para aumentar la pureza de los rayos radioactivos.

### Capacidad de producción de rayo en las instalaciones IGSOL
Puesto que la producción de átomos radiactivos por la técnica ISOL depende de la química del átomo libre del elemento a ser estudiado, hay ciertos rayos que no pueden ser producidos por el simple bombardeo de protones de los objetivos de actínidos gruesos. Los metales refractarios tales como el tungsteno o el renio no surgen del objetivo incluso, a altas temperaturas debido a su baja presión de vapor. Con el fin de producir este tipo de rayos, se requiere un objetivo fino. La técnica del Ion Guide Isotope Separator On Line (IGSOL) fue desarrollado en 1981 en el laboratorio ciclotrón de la Universidad de Jyväskylä en Finlandia  Archivado el 2 de mayo de 2008 en Wayback Machine.. En esta técnica, un objetivo de uranio delgado se bombardea con protones y los productos de reacciones nucleares retroceden de la meta en estado de carga. Los retrocesos se detienen en una cámara de gas y luego salen a través de un pequeño orificio en el lado de la cámara donde son acelerados electrostáticamente y se inyectan en un separador de masa. Este método de producción y la extracción se lleva a cabo en un plazo de tiempo más corto en comparación con la técnica ISOL estándar y los isótopos con una vida media corta (sub milisegundos) puede ser estudiado mediante un IGISOL. Un IGISOL También se combina con una fuente láser de iones en el separador de Lovaina isotópica en línea (LISOL) en Bélgica . Los objetivos finos, en general, proporcionan cantidades significativamente menores de iones radiactivos que las fuentes de destino de espesor y ese es su principal inconveniente.
A medida que la física nuclear experimental progresa, se hace cada vez más importante estudiar los núcleos radiactivos más exóticos. Para ello, son necesarias técnicas más ingeniosas para crear núcleos con proporciones extremas de protones/neutrones. La técnica más prometedora hasta la fecha es el uso de múltiples objetivos. Por primera producir un rayo radiactivo por un método ISOL y luego reacelerarlo para hacerle dar en un segundo blanco fino, se pueden producir núcleos muy exóticos. El Laboratorio Nacional de Ciclotrón Superconductor en la Universidad Estatal de Míchigan es un buen ejemplo de este tipo de instalaciones. Cuanto mayor es la energía de interacción, generalmente más exóticos del núcleo producido. Entonces es necesario ser capaz de frenar estos núcleos hacia abajo una vez que han sido producidos. Los pioneros en la instalación japonesa RIKEN fueron los primeros en utilizar un receptor gigante de gas y los nuevos campos eléctricos para hacer esto, lo que se está convirtiendo en la técnica estándar.